# جوليا لوبيز
جوليا لوبيز (بالإسبانية: Julia López)‏ هي رسامة مكسيكية، (و. 1936  م).